# Château du Brossay
Pour l’article homonyme, voir Château du Brossay (Guémené-Penfao).
Le château du Brossay est un édifice de la commune de Renac, dans le département d’Ille-et-Vilaine en région Bretagne.

## Localisation
Il se trouve au sud du département et à l'est du bourg de Renac. 

## Historique
Le château date de 1894-1896. Il est l'œuvre de Henri Mellet.
Il est inscrit au titre des monuments historiques depuis le 25 juin 2010,,.